# Death Cab For Cutie
Death Cab for Cutie és un grup de rock nord-americà format a Bellingham, Washington, el 1997. El grup agafa el nom d'una cançó satírica interpretada per Bonzo Dog Doo-Dah Band en el seu disc de 1967 Gorilla. La cançó també es va tocar en un striptease de la pel·lícula dels The Beatles, Magical Mystery Tour.

## Biografia
Death Cab for Cutie va començar com un projecte en solitari de Ben Gibbard, quan era guitarrista del grup Pinwheel (ja havien gravat el disc All-Time Quarterback). Com a Death Cab for Cutie, Gibbard va publicar el disc You Can Play These Songs with Chords. El llançament va ser, per sorpresa, un èxit, i Gibbard va ampliar el grup. Va afegir en Christopher Walla, que ja havia participat en la gravació de Songs with Chords, com a guitarrista, Nicholas Harmer com a baixista i Nathan Good com a bateria. Aquesta formació va treure el disc Something About Airplanes l'estiu de 1998. Aquest treball va aconseguir grans crítiques dins de la música independent, i ja en el 2000, van treure We Have the Facts and We're Voting Yes. Nathan Good va deixar el grup durant la gravació de We Have the Facts. Malgrat tot, la seva interpretació en els temes The Employment Pages i Company Calls Epilogue es va mantenir, però Gibbard va tocar la bateria en la resta de cançons. El nou bateria Michael Schorr va aparèixer per primera vegada en The Forbidden Love E.P., publicat a finals del 2000. L'any següent, un altre treball va veure la llum, titulat The Photo Album. Es van treure edicions limitades amb tres bonus tracks, que van ser publicats per separat en el disc The Stability E.P..
L'any 2003 va portar un altre canvi de bateria, amb Jason McGerr d'Eureka Farm substituint a Schorr. McGerr va tocar la bateria en el nou treball, Transatlanticism, que es va publicar el mateix 2003.
Transatlanticism va rebre elogis de la crítica i va ser el disc més venut del grup, amb 225.000 còpies en el primer any. A més a més, algunes cançons van sonar en la banda sonora de les sèries The OC i Six Feet Under, així com a la pel·lícula The Wedding Crashers.
Durant la primavera del 2004, el grup va gravar el disc en directe The John Byrd E.P., anomenat així pel seu enginyer de so. Es va tornar a publicar per Barsuk Records el març del 2005.
A finals del 2004, Death Cab for Cutie va firmar un "contracte discogràfic mundial" amb Atlantic Records, deixant el que tenien amb Barsuk Records.
El primer senzill amb Atlantic pertany a Plans, i es titula Soul Meets Body. El disc sencer va ser publicat l'agost del 2005. Plans va ser ben rebut pels crítics i els seguidors, i va rebre una nominació al Premis Grammy com a "Millor disc de música alternativa del 2005".
El grup també va publicar un DVD de la gira Drive Well, Sleep Carefully del 2005.
A principis del 2006, el grup va anunciar la publicació de Directions, 11 curts inspirats en les cançons de Plans, cada un dirigit per diferents professionals. Lance Bangs, P.R. Brown, Ace Norton, Jeffrey Brown, Lightborne, Autumn de Wilde, Rob Schrab, Laurent Briet i Monkmus, així com Aaron Stewart-Ahn són els directors que van participar.
Ben Gibbard va formar un projecte paral·lel, The Postal Service, amb el membre de Dntel, Jimmy Tamborello. Van treure el disc Give Up durant el 2003, amb l'ajuda de Chris Walla i les col·laboracions de Jenny Lewis, Rilo Kiley i Jen Wood.

## Discografia

### Discs de llarga durada
- You Can Play These Songs with Chords (1997)
- Something About Airplanes (1998)
- We Have the Facts and We're Voting Yes (2000)
- The Photo Album (2001)
- You Can Play These Songs with Chords (2002)
- Transatlanticism (2003)
- Plans (2005)
- Narrow Stairs (2008)
- Codes and Keys (2011)
- Kintsugi (2015)
- Thank You for Today (2018)
- Asphalt Meadows (2022)

### Recopilatoris amb cançons del grup
- 1999 The Four Dots Compilation
- 2001 Barsuk Treats Vol. 1
- 2002 Live The Dream: A Fierce Panda Sampler
- 2004 Future Soundtrack for America
- 2004 Wicker Park (Soundtrack)
- 2004 The Late Great Daniel Johnston: Discovered Covered
- 2004 Music from the OC: Mix 2
- 2004 Maybe This Christmas Tree
- 2005 Atticus: Dragging the Lake, Vol. 3
- 2005 Six Feet Under, Vol. 2: Everything Ends
- 2005 Wedding Crashers (Soundtrack)
- 2005 iTunes Originals - Death Cab for Cutie
- 2005 Stubbs the Zombie (The Soundtrack)

### Discs de curta durada
- The Forbidden Love E.P. (2000)
- The Stability E.P. (2002)
- Studio X Sessions E.P. (2004)
- The John Byrd E.P. (2005)

### Senzills
- 2002 Stability Stability EP
- 2002 A Movie Script Ending The Photo Album
- 2002 We Laugh Indoors The Photo Album
- 2002 I Was a Kaleidoscope The Photo Album
- 2004 New Year Transatlanticism
- 2005 Sound of Settling Transatlanticism
- 2005 Soul Meets Body Plans
- 2006 Crooked Teeth Plans
- 2006 I Will Follow You Into the Dark Plans

### Vídeos
- Drive Well, Sleep Carefully - On the Road with Death Cab for Cutie (2005)
- Death Cab for Cutie: Directions (2006)

### Videoclips
- A Movie Script Ending (2001)
- The New Year (2003)
- The Sound of Settling (2004)
- Title and Registration (2005)
- Soul Meets Body (2005)
- Crooked Teeth (2006)
- I Will Follow You Into the Dark (2006)

## Curiositats
- El grup va treure originalment el senzill de 12 minuts Stability el 2002 dins de Stability E.P.. Tres anys més tard, una nova versió de quatre minuts amb el nom Stable Song va ser publicar amb el disc Plans.

- Death Cab For Cutie és el grup favorit de Seth Cohen en la sèrie de televisió The OC.